# سيليرويلا دي أباجو
بلدية سيليرويلا دي أباجو (بالإسبانية: Cilleruelo de Abajo)‏, هي إحدى بلديات مقاطعة برغش, التي تقع في منطقة قشتالة وليون, والتي تقع في شمال غرب إسبانيا.
يبلغ عدد سكانها 318 نسمة وفقاً لإحصائية سنة (2002).